# 杨娜妮
杨娜妮（1954年1月—），辽宁本溪人，蒙古族，古筝演奏家，沈阳市政协委员、中国音乐家协会会员、辽宁北国古筝学会副会长。

## 生平
1954年1月，杨娜妮出生于辽宁省本溪市，祖籍吉林辽源。1977年，于沈阳音乐学院本科毕业。1987年，于沈阳音乐学院古筝硕士研究生毕业，并获文学硕士学位，是中国第一批古筝专业硕士研究生。后在沈阳音乐学院教学，任教授。

## 著作
杨娜妮发表《泛音五度相生调弦法》、《论潮州、河南、山东三大派筝曲的旋律特点和曲式结构的比较研究》等论文，以及《月夜情歌》、《嫦娥奔月》、《嘎达梅林》、《竹楼听雨》、《雪撬》等作品。曾参与编导电视教学片《赵玉斋的占筝艺术》。录制有《杨娜妮古筝教程讲座》录相带。

## 荣誉
杨娜妮曾被收入《中国当代艺术家名人录》和《世界名人录》。